# Atlantis űrrepülőgép
Az Atlantis (NASA Orbiter jelzése: OV–104) amerikai űrrepülőgép, amely a Nemzeti Légügyi és Űrhajózási Hivatal, a NASA flottájához tartozott. Ez volt a negyedik megépített űrrepülőgép.
Az első repülése az STS–51–J volt 1985. október 3-án, és azóta már 32 repülést hajtott végre.Az Atlantis indította a Galileo űrszondát és a Magellan űrszondát 1989-ben, valamint a Compton gammatávcsövet (CGRO) 1991-ben. Részt vett a Shuttle–Mir repüléseken és repült a Nemzetközi Űrállomásra is.
2007 elején a NASA vezetői 2011-re tűzték az Atlantis kivonását a forgalomból. Utolsó küldetése (STS–135) egyben az amerikai űrrepülőgép program befejezését is jelentette.
Repülések: STS–51–J, STS–61–B, STS–27, STS–30, STS–34, STS–36, STS–38, STS–37, STS–43, STS–44, STS–45, STS–46, STS–66, STS–71, STS–74, STS–76, STS–79, STS–81, STS–84, STS–86, STS–101, STS–106, STS–98, STS–104, STS–110, STS–112, STS–115, STS–117, STS–122, STS–125, STS–129, STS–132, STS–135